# Ankama Games
Ankama Games (« Ankama Jeux » en français) est une filiale du groupe Ankama créée en 2006. Elle est chargée de produire des jeux vidéo, activité principale de sa société mère avec la sortie de Dofus en 2004.
L'équipe Ankama Mobile développe depuis 2015 des jeux pour appareils mobiles.

## Historique
Ankama est fondée en 2001 à Roubaix, dans le département du Nord, comme agence web. Son pôle jeux vidéo est créé en 2003, du nom d'Ankama Studio, dans le but de développer leur projet majeur, Dofus, qui sera aussi leur plus grand succès.
Ankama Play, studio ayant pour but de développer des jeux vidéo sur plateforme Steam et sur consoles, développe les jeux Islands of Wakfu et Fly'n. Il est radié le 31 juillet 2013 et est fusionné avec Ankama Studio.
L'entité Ankama Games est fondée le 17 octobre 2006.

## Jeux créés

Stand d'Ankama pour Dofus Pets à la Japan Expo 2017.

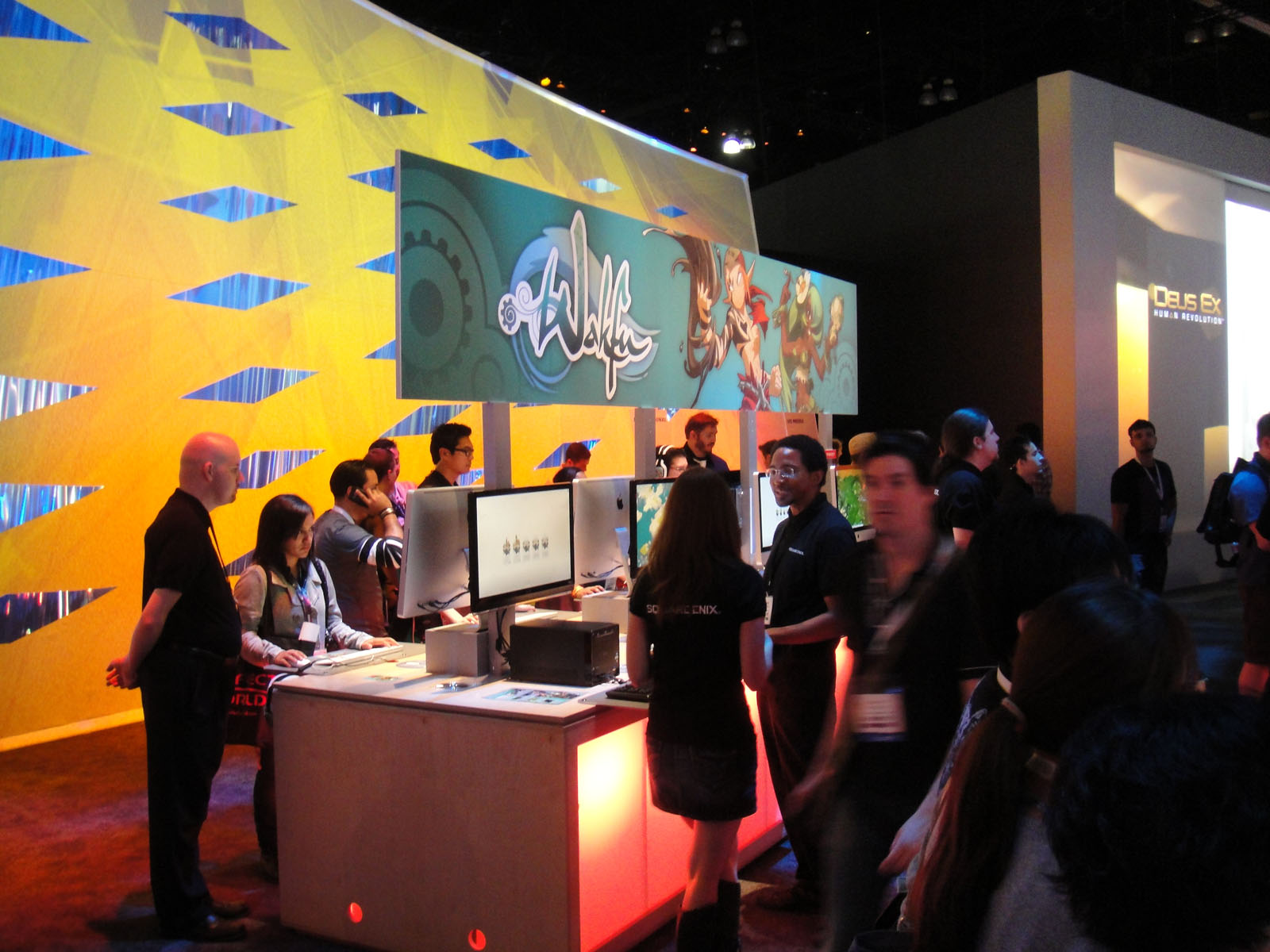
Stand de Wakfu à l'E3 2011.

Les jeux créés avant celle d'Ankama Games et par la société Ankama Play sont intégrés à cette liste. Dofus est créé avant la création d'Ankama Games, par les trois fondateurs d'Ankama, Anthony Roux, Camille Chafer et Emmanuel Darras. Abraca, quant à lui, est créé par un studio installé à l'étranger, Ankama Canada à Montréal. Voya Nui Online Game est développé par Ankama Studio.
| Nom                           | Genre                                | Date de sortie     | Date de fin     | Plateforme                          | Société                             |
| ----------------------------- | ------------------------------------ | ------------------ | --------------- | ----------------------------------- | ----------------------------------- |
| FOO                           | Plates-formes                        |                    | ?               | Navigateur                          | Ankama                              |
| Arty Slot                     | Puzzle                               |                    | ?               | Navigateur                          | Ankama                              |
| Arty Slot : Block Battle      | Tetris-like                          |                    | ?               | Navigateur                          | Ankama                              |
| Arty Slot : Chiken Quest      | Shoot 'em up                         |                    | ?               | Navigateur                          | Ankama                              |
| Dofus                         | MMORPG                               | 1er septembre 2004 |                 | Windows, Mac OS, Linux              | Ankama                              |
| Voya Nui Online Game          | RPG                                  | 20 septembre 2006  | ?               |                                     | Ankama Studio                       |
| Dofus-Arena Pocket            | RPG                                  | 2008               | ?               | Appareil mobile                     | Kalmeo                              |
| Dofus Pocket                  |                                      | 2009               | 2012            | Appareil mobile, iOS                | Kalmeo                              |
| Wakfu : Les Gardiens          | MMORPG                               | 5 septembre 2009   | 14 octobre 2014 | Navigateur                          | Ankama Games                        |
| Arena                         | MMORPG                               | 21 juin 2010       | 14 octobre 2014 | Windows, Mac OS, Linux              | Ankama Games                        |
| Boufbowl                      | Sport                                | 26 octobre 2010    | 14 octobre 2014 | Navigateur                          | Ankama Games                        |
| Maxi Mini                     |                                      | 2011               | ?               | Navigateur                          | Angama Games                        |
| Islands of Wakfu              | Beat them all                        | 30 mars 2011       |                 | Xbox Live Arcade                    | Ankama Play Microsoft Studios       |
| Dofus: Battles                | RPG                                  | 13 mai 2011        |                 | iOS                                 | Ankama Games                        |
| Krosmaster Arena              | Figurines Stratégie au tour par tour | 2012               | 2015            | Windows, Mac OS, Linux              | Ankama Games                        |
| Nouvel An 2012                | Musical                              | janvier 2012       | ?               | Navigateur                          |                                     |
| Wakfu                         | MMORPG                               | 29 février 2012    |                 | Windows, Mac OS, Linux              | Ankama Games                        |
| Dofus: Battles 2              | RPG                                  | 13 avril 2012      |                 | iOS                                 | Ankama Games                        |
| Fly'n                         | Plates-formes                        | 9 novembre 2012    |                 | Windows                             | Ankama Play                         |
| Call of Cookie                | Action                               | 14 avril 2014      | ?               | Android, iOS                        | Ankama Games Devalley Entertainment |
| Krosmaster Arena              | Figurines Stratégie au tour par tour | novembre 2015      | janvier 2019    | Windows, Mac OS, Linux Android, iOS | Ankama Games                        |
| Striker Arena                 | Sport, action                        | 24 février 2015    |                 | iOS                                 | Ankama Games                        |
| Wakfu Raiders                 | Tactical RPG                         | 23 juillet 2015    | 28 juin 2016    | Android, iOS                        | Ankama Games Gumi                   |
| Tactile Wars                  | STR                                  | juillet 2015       |                 | Android, iOS                        | Ankama Mobile                       |
| King Tongue                   | Plates-formes                        | 19 novembre 2015   |                 | Android, iOS, Windows Phone         | Ankama Mobile                       |
| Kwaan                         | MMORPG                               | janvier 2016       |                 | Steam                               | Ankama Games                        |
| Dofus Pogo                    | Arcade                               | 3 février 2016     |                 | Android, iOS                        | Ankama Games                        |
| Abraca                        | Party game                           | 31 mars 2016       |                 | Windows, Mac OS                     | Ankama Canada                       |
| Dofus Touch                   | MMORPG                               | 9 juin 2016        |                 | Android, iOS                        | Ankama Games                        |
| Krosmaga                      | Tower defense, JCC virtuel           | 22 février 2017    |                 | Windows, Mac OS, Android, iOS       | Ankama Games                        |
| Dofus Pets                    | Animal de compagnie virtuel          | 3 juillet 2017     |                 | Android, iOS                        | Ankama Mobile                       |
| Drag'n'Boom                   | Plates-formes                        | 12 septembre 2017  |                 | Android, iOS                        | Ankama Mobile                       |
| Nindash : Skull Valley        | Arcade                               | 20 novembre 2017   |                 | Android, iOS                        | Ankama Mobile                       |
| Wakfu : La Confrérie          | Arcade                               | mars 2018          |                 | Android, iOS                        | Ankama Mobile                       |
| Cosmobot                      | One button game                      | 14 août 2018       |                 | Android, iOS                        | Ankama Mobile                       |
| King Crusher                  | Roguelike                            | 9 janvier 2019     |                 | Android, iOS                        | Ankama Mobile                       |
| Super Nano Blaster            | Shoot 'em up                         | 16 juin 2021       |                 | Windows, Mac OS                     | 3.5 inch Team/Ankama Games          |
| One More Gate: A Wakfu Legend | Roguelite, deck-building             | 12 septembre 2023  |                 | Windows, Mac OS                     | Ankama Studio                       |

### Jeux PC
- Dofus, sorti le 1er septembre 2004, premier jeu du studio et premier MMORPG en Flash, incite les joueurs à se déplacer dans un univers aux décors variés et proposant un système de combat tactique ;
- Arena, sorti le 21 juin 2010 après quatre ans de bêta-test, est un jeu basé sur la tactique qui est mis encore plus en avant que sur Dofus ayant repris les classes de celui-ci mais n'ayant pas vraiment d'autres liens avec Dofus, le jeu est par la suite abandonné ;
- Wakfu est un MMORPG  tactique qui propose la gestion d'un écosystème et d'une politique par les joueurs. Wakfu se situe 1 000 ans après le début de l'ère du jeu Dofus. Le jeu est sorti le 29 février 2012 après quasiment six ans de développement et de bêta-test ;
- Fly'n, sorti sur Windows en 2012[5] ;
- Krosmaga, ayant pour thème les personnages du Krosmoz, sorti le 22 février 2017 ;
- Kwaan est un point'n click multijoueur coopératif sorti en janvier 2016 sur Steam[6] ;
- Abraca, party game multiplateformes sorti en 2016 ;
- Super Nano Blaster, shoot 'em up développé par la 3.5 inch Team et édité par Ankama Games[7],[8].
- One More Gate: A Wakfu Legend, RPG sorti en 2023 (annoncé en 2021 pour 2022) sur PC et Mac. Il raconte les origines d'Oropo et de Dame Echo, deux personnages de la saison 3 de Wakfu[9],[10].
- Krosfighter via Steam et initialement prévu pour janvier 2024, mais repoussé à une date inconnue. Ce jeu regroupe des personnages de plusieurs œuvres appartenant à Ankama comme Radiant, Wakfu, Lance-Dur ou encore City Hall.

### Jeux par navigateur
- FOO, jeu de plateforme, sur PC ;
- Arty Slot, jeu de réflexion, sur PC ;
- Arty Slot : Block Battle, variante du Tetris, sur PC ;
- Arty Slot : Chiken Quest, shoot'em up, sur PC ;
- Voya Nui Online Game, jeu vidéo de rôle édité par Ankama Studio[11] — société créée pour l'occasion[12] — pour The Lego Group et dérivé de Lego Bionicle. Il sort le 20 septembre 2006[13].
- Wakfu : Les Gardiens est un MMORPG où le joueur incarne un « Éliatrope ». Le joueur parcourt une carte où le but est d'aller dans les donjons de chaque épisode apparaissant au fil de la diffusion des épisodes de la série animée sur France 3. Sorti en 2009, le jeu est arrêté à la fin de 2011. Puis abandonné complètement à la fin de 2014.
- Boufbowl est un jeu de simulation sportive du sport du Monde des douze. Ce jeu, annoncé lors de l'Ankama Convention 2011, sort le 26 octobre 2011[14] après un bêta-test lancé le 30 mai 2011. Il est abandonné en 2014[15].
- Maxi Mini, plusieurs courts jeux par navigateurs[16] sortis entre 2011 et 2012 qui forment un univers transmédia, développé avec des animations et des bandes dessinées[17],[18].
- Pour le nouvel An 2012, Ankama sort un petit jeu vidéo musical semblable à DJ Hero, mettant en scène des animaux mignons du Krosmoz. Deux musiques sont jouables : Jingle Bells ou la musique de générique de la série Wakfu[19],[20]

### Jeux et applications mobiles
- Arena Pocket, ou Dofus-Arena Pocket, sorti en 2008[21], est une version allégée d'Arena pour mobiles, permettant de combattre en duel en réseau Bluetooth[22]. Elle est arrêtée en 2009[23].
- Dofus Pocket, application mobile pour gérer à distance ses personnages de Dofus, disponible de 2009 à 2012[23].
- Dofus: Battles, sorti en mai 2011.
- Dofus: Battles 2, sa suite sortie en 2012.
- Call of Cookie, jeu développé par DeValley Entertainment et inspiré de la bande dessinée Freaks' Squeele de Florent Maudoux[24], sort le 14 avril 2014[25], après avoir été annoncé en février 2013[26].
- Wakfu Raiders, jeu sorti en juin 2015[27],[28] pour plateforme iOS et Android.
- Tactile Wars, jeu pour iOS et Android, sorti en été 2015[29].
- King Tongue, jeu pour iOS sorti le 19 novembre 2015[30],[31] dans lequel le joueur incarne un singe combattant une armée de bananes[32].
- Dofus Pogo, application pour mobile dérivé de Dofus, livre 1 : Julith.
- Striker Arena, jeu de sport violent en arène sorti le 24 février 2015[33].
- Dofus Touch, adaptation de Dofus pour mobiles, juillet 2016.
- Dofus Pets, en lien avec Dofus, Wakfu et Krosmaga, sorti mi-2017 ;
- Drag'n'Boom, sorti en septembre 2017 ;
- Nindash, sorti en novembre 2017 en Belgique et au Canada et en janvier 2018 à l'international ;
- Wakfu : La Confrérie, inspirée de la série d'animation Wakfu, sorti en 2018 ;
- Cosmobot, jeu de science-fiction[34] sorti en août 2018 au Canada, en Australie et à Singapour[35] puis le 20 septembre 2018 en France, sur iOS[36] ;
- King Crusher, un roguelike[37] sorti en janvier 2019 sur iOS et Android[38].

### Jeux pour consoles
- Islands of Wakfu, beat'em all et jeu d'aventure sur Xbox Live Arcade sorti en 2011.
- Krosfighter sur Nintendo Switch et initialement prévu pour janvier 2024, mais repoussé à une durée inconnue. Ce jeu regroupe des personnages de plusieurs œuvres appartenant à Ankama comme Radiant, Wakfu, Lance-Dur ou encore City Hall.

### Projets
- Moon, jeu débuté en 2003 et mis à l'abandon, était censé être un jeu de plate-forme sur GBA (ou du moins console portable) mettant en scène un petit singe armé de son marteau magique qui défend son île des envahisseurs. L'île de Moon dans Dofus est directement inspirée de ce jeu. Moon sera aussi repris pour la série Wakfu.
- Slage, premier jeu en 3D développé par le studio mais finalement abandonné au début du mois d'octobre 2012. Le concept avancé par l'équipe était « Brutal-Kawai ». Le Hack'n Slash a été annoncé en avril 2010, et testé pour la première fois lors de l'« Ankama Convention #5 »[39].
- Aggion, projet de jeu vidéo de science-fiction d'Ankama Play, abandonné en 2012[40],[41].
- Joris, un projet autour de Joris Jurgen, personnage développé dans le film Dofus, livre 1 : Julith[42].
- Starfu, un projet abandonné de MMORPG concluant la trilogie commencée par Dofus et continuée par Wakfu[43].
- Waven, MMORPG free-to-play[44] suite de Wakfu, orienté principalement sur le combat joueur contre joueur[45], prévu pour appareils mobiles et ordinateurs[46].

## Identité visuelle

Ancien logo d'Ankama Games.